# Kenny Cooper
Kenneth Scott Cooper, Jr. (født 21. oktober 1984 i Baltimore, Maryland, USA) er en amerikansk fodboldspiller. Han har gennem karrieren spillet for blandt andet Seattle Sounders FC, Manchester United, FC Dallas, 1860 München, Portland Timbers, New York Red Bulls og Plymouth Argyle.